# Dynomiella cala
Dynomiella cala är en tvåvingeart som först beskrevs av Cresson 1934.  Dynomiella cala ingår i släktet Dynomiella och familjen Canacidae. Inga underarter finns listade i Catalogue of Life.